# David Celic
David Celic, född 8 mars 2003, är en svensk fotbollsmålvakt som spelar för IK Sirius.

## Karriär
Celic började spela fotboll i FoC Farsta. Som 9-åring gick han till Djurgårdens IF och spelade där till 2022. I juli 2021 skrev Celic på ett lärlingskontrakt med Djurgården till 31 december 2021.
I mars 2022 lånades han ut till Division 2-klubben Karlbergs BK till 31 december 2022. I februari 2023 värvades Celic av Superettan-klubben Jönköping Södra IF, där han skrev på ett treårskontrakt med klubben. I januari 2024 bröt Celic kontrakt med Södra. I februari 2024 värvades Celic av IK Sirius, där han skrev på ett fyraårskontrakt.
Genom ett samarbetsavtal i april 2025 mellan Gefle IF och Sirius, ger Sirius-spelare upp till och med 22 års ålder möjlighet att representera båda klubbarna i seriespel.

## Landslagskarriär
Celic har blivit uttagen till Sveriges U19-landslag och Sveriges U21-landslag men har bara suttit på bänken, han har även varit på landslagssamlingar med Sveriges U17-landslag och Sveriges U20-landslag.

## Personligt
Celic är född i Sverige och är av kroatisk härkomst.